# Backhaus (Allendorf/Lahn)

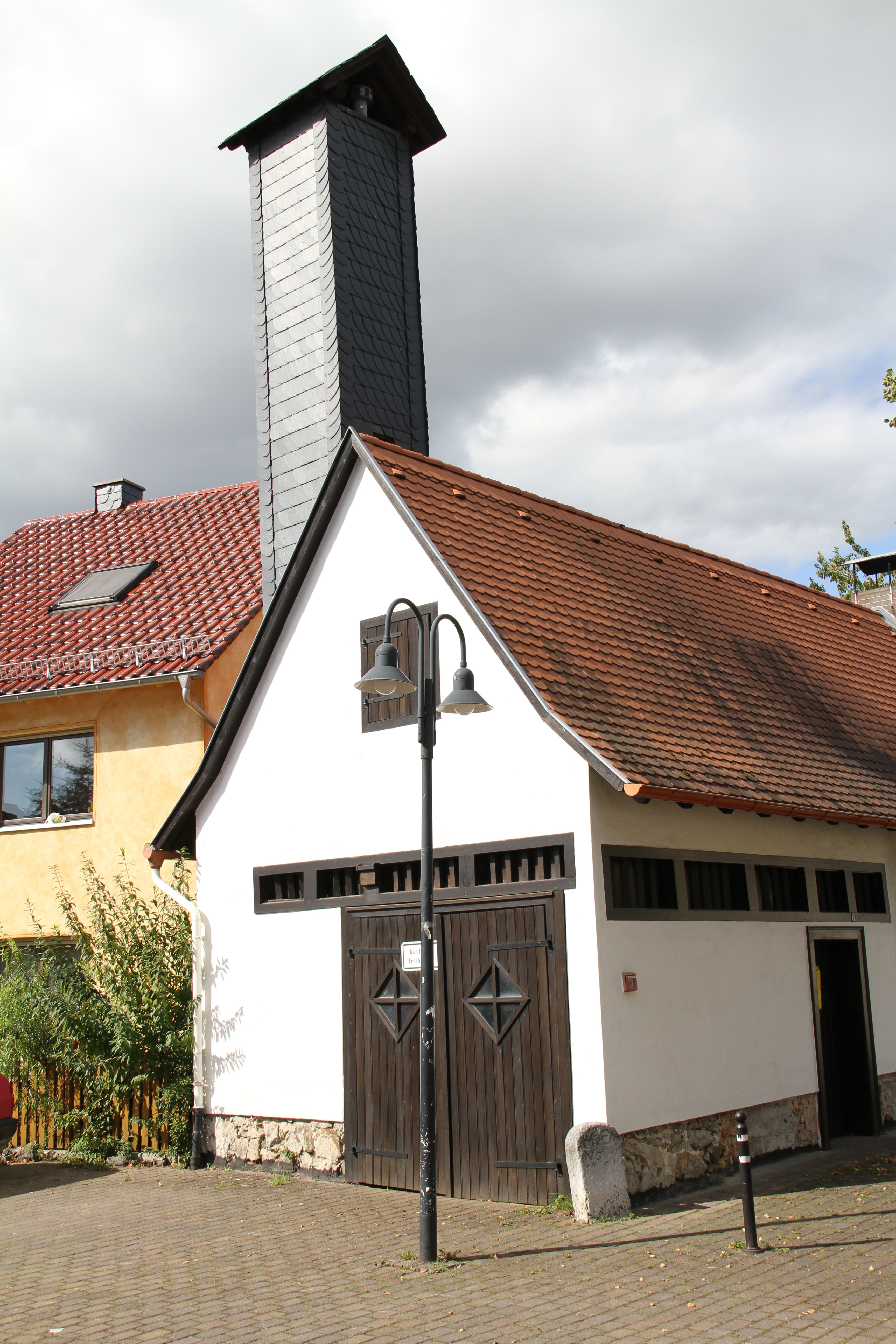
Backhaus in Allendorf mit Turm des Spritzenhauses

Das Backhaus in Allendorf/Lahn, einem Stadtteil von Gießen in Hessen, wurde 1727 erneuert, wobei Teile des alten Gebäudes abgebrochen wurden. Das Backhaus an der Obergasse 1 ist ein geschütztes Kulturdenkmal. 
Einer der Öfen des Backhauses und wohl auch das alte Wachthaus wurden 1816 für den Bau des Spritzenhauses abgebrochen. 
Das Gebäude, das mit dem Backhaus unter einem Dach zusammengefasst wurde, erhielt 1855 einen Schlauchtrockenturm. 
Der lang gestreckte Satteldachbau, dessen Fachwerk an der Nordseite sichtbar ist, wurde umfassend renoviert.